# اچ‌ام‌ان‌زداس سانتون (ام۱۱۷۸)
اچ‌ام‌ان‌زداس سانتون (ام۱۱۷۸) (به انگلیسی: HMNZS Santon (M1178)) یک کشتی است که طول آن 153 ft می‌باشد. این کشتی در سال ۱۹۵۵ ساخته شد.